# Via Mistica
I Via Mistica sono un gruppo musicale gothic/doom metal polacco, formatosi a Białystok nel 1998.

## Formazione
- Jarek "Jaruss" Jefimiuk - basso
- Adam Radziszewski - batteria
- Marcin "Dracula" Sidz - chitarre
- Marek "Marecki" Przybyłowski - chitarre, voce
- Jarek "Rycho" Ryszkiewicz - tastiere
- Katarzyna Polak-Kozłowska - voce, violoncello

## Discografia

### Demo
- 1999 - In Hora Mortis Nostre
- 1999 - Via Mistica 1998-99

### Album in studio
- 2003 - Testamentum (In Hora Mortis Nostre)
- 2004 - Fallen Angels
- 2006 - Under My Eyelids